# Gerhard Stumme
Gerhard Stumme (* 16. Februar 1871 in Leipzig; † 21. September 1955 ebenda) war ein deutscher Chirurg und Orthopäde sowie Sammler von Literatur zum Fauststoff. 

## Leben
Gerhard Stumme wurde am 16. Februar 1871 in Leipzig geboren. Hier verbrachte er auch den größten Teil seines Lebens. Als Schüler besuchte er das Leipziger Nicolai-Gymnasium. Nach dem Abitur studierte er Medizin in seiner Geburtsstadt, in Freiburg im Breisgau und in Berlin. 1926 heiratete er seine Frau Eva (geboren am 7. April 1899 in Berlin). Am 21. September 1955 verstarb Stumme in Leipzig.

## Werk
Über Stummes medizinische Tätigkeit ist wenig bekannt. Im Jahr 1904 eröffnete er nach dem Leipziger Adreßbuch von 1905 in der Elsterstraße 33 eine Privatklinik für Chirurgie und Orthopädie. Bekanntheit erlangte Stumme vor allem wegen seiner Sammlung von Literatur zum Fauststoff.

## Faust-Sammlung
Gerhard Stumme hat nach eigenen Angaben seit seiner Jugend Literatur zum Faustthema gesammelt. 1932 wurde seine Sammlung im Leipziger Grassimuseum in der Ausstellung „Faust und seine Welt“ gezeigt. 1949 bot Stumme die Faust-Sammlung der Stadt Leipzig zum Kauf an. Der Verkauf kam nicht zustande. Deshalb ging die Sammlung 1953/54 an die damaligen Nationalen Forschungs- und Gedenkstätten in Weimar. Damals umfasste sie mehr als 10.000 Drucke, Handschriften und andere Gegenstände. Zusammen mit der kleineren Faust-Sammlung von Alexander Tille bildet sie den Kern der Weimarer Faust-Sammlung, die in der Herzogin-Anna-Amalia-Bibliothek in Weimar aufbewahrt wird. Akten und Briefe von Gerhard Stumme sind im Weimarer Goethe- und Schiller-Archiv, einzelne Briefe außerdem in der Niedersächsischen Staats- und Universitätsbibliothek Göttingen überliefert.